# Seznam chráněných území v okrese Frýdek-Místek
Toto je seznam chráněných území v okrese Frýdek-Místek aktuální k roku 2019, ve kterém jsou uvedena chráněná území v oblasti okresu Frýdek-Místek.
| Kód  | Obrázek                                                          | Typ  | Název                  | Rozloha (ha) | Galerie Commons                                                                   | Popis území | Souřadnice                       |
| ---- | ---------------------------------------------------------------- | ---- | ---------------------- | ------------ | --------------------------------------------------------------------------------- | --- | -------------------------------- |
| 82   | Moravskoslezské Beskydy od Kunčic pod Ondřejníkem                | CHKO | Beskydy                | 116 000      | Kategorie „CHKO Beskydy“ na Wikimedia Commons                                     | Rozsáhlé území o rozloze 1160 km² s původními pralesovitými porosty a rozmanitými rostlinnými i živočišnými druhy | 49°34′52″ s. š., 18°35′15″ v. d. |
| 2269 | Bučací vodopády                                                  | PR   | Bučací potok           | 35,08        | Kategorie „Bučací potok“ na Wikimedia Commons                                     | Geomorfologická lokalita a komplex starých bukových porostů s javorem klenem, vzácně i s jedlí a jilmem | 49°30′57″ s. š., 18°22′51″ v. d. |
| 1068 | Přírodní rezervace Bukovec                                       | PR   | Bukovec                | 7,34         | Kategorie „Bukovec (nature reserve)“ na Wikimedia Commons                         | Podhorské rašeliniště s typickou květenou | 49°33′ s. š., 18°51′26″ v. d.    |
| 1341 | PP Byčinec                                                       | PP   | Byčinec                | 0,86         | Kategorie „Byčinec (natural monument)“ na Wikimedia Commons                       | Mokřadní louka s bohatým bylinným porostem | 49°30′56″ s. š., 18°33′24″ v. d. |
| 1067 | Národní přírodní rezervace Čantoryje                             | NPR  | Čantoria               | 39,45        | Kategorie „Čantoryje (national nature reserve)“ na Wikimedia Commons              | Pralesovitý porost smrku, buku a jedle na balvanitém podkladu | 49°40′43″ s. š., 18°47′22″ v. d. |
| 2063 | pralesovité porosty v PR Čerňavina v srpnu 2021                  | PR   | Čerňavina              | 61,32        | Kategorie „Čerňavina“ na Wikimedia Commons                                        | Přirozené bukové porosty karpatského typu s příměsí smrku, javoru klenu a vtroušené jedle | 49°36′3″ s. š., 18°39′24″ v. d.  |
| 2270 | PR Draplavý                                                      | PR   | Draplavý               | 20,91        | Kategorie „Draplavý“ na Wikimedia Commons                                         | Zbytek původní pralesovité jedlobučiny podél geomorfologicky zajímavé strže horského potoka | 49°29′4″ s. š., 18°27′55″ v. d.  |
| 1331 | jalovcový porost v PP Filipka v prosinci 2023                    | PP   | Filipka                | 1,11         | Kategorie „Filipka (natural monument)“ na Wikimedia Commons                       | Velmi bohatá lokalita jalovce obecného | 49°36′38″ s. š., 18°47′1″ v. d.  |
| 6120 | louky v PP Filůvka                                               | PP   | Filůvka                | 7,00         | Kategorie „Filůvka (natural monument)“ na Wikimedia Commons                       | Louka s výskytem zvláště chráněných druhů rostlin | 49°29′47″ s. š., 18°43′38″ v. d. |
| 5312 | Přírodní rezervace Gutské peklo                                  | PR   | Gutské peklo           | 37,46        | Kategorie „Gutské peklo“ na Wikimedia Commons                                     | Komplex přírodě blízkých bukových lesů s javorem a smrkem s významnými geomorfologickými fenomény | 49°37′20″ s. š., 18°36′54″ v. d. |
| 5790 | část Hukvaldské obory chráněná v rámci PP                        | PP   | Hukvaldy               | 221,449      | Kategorie „Hukvaldy (natural monument)“ na Wikimedia Commons                      | Páchník hnědý, bukové porosty na hradním vrchu a přírodně krajinářská kompozice obory | 49°36′55″ s. š., 18°13′34″ v. d. |
| 1569 | Přírodní rezervace Kamenec                                       | PP   | Kamenec                | 9,82         | Kategorie „Kamenec (nature reserve, Frýdek-Místek District)“ na Wikimedia Commons | Mokřady se vzácnou květenou, refugium obojživelníků | 49°40′35″ s. š., 18°23′38″ v. d. |
| 1337 | Přírodní památka Kamenná                                         | PP   | Kamenná                | 2,83         | Kategorie „Natural monument Kamenná“ na Wikimedia Commons                         | Zbytek teplomilné květeny s bohatým výskytem hmyzu | 49°41′37″ s. š., 18°16′48″ v. d. |
| 172  | Pralesovitý porost v PR Klíny                                    | PR   | Klíny                  | 58,11        | Kategorie „Klíny (nature reserve)“ na Wikimedia Commons                           | Horský smrkový les přecházející do suťového porostu | 49°28′19″ s. š., 18°18′36″ v. d. |
| 1138 | NPR Kněhyně (vlevo) - Čertův mlýn z Pusteven                     | NPR  | Kněhyně - Čertův mlýn  | 195,00       | Kategorie „Kněhyně - Čertův mlýn“ na Wikimedia Commons                            | Porosty místy pralesovitého charakteru, výskyt rysa ostrovida | 49°29′36″ s. š., 18°18′21″ v. d. |
| 1346 | hustý lesní porost nad jeskyní                                   | PP   | Kněhyňská jeskyně      | 1,00         | Kategorie „Kněhyňská jeskyně“ na Wikimedia Commons                                | Pseudokrasová jeskyně v pískovci | 49°29′24″ s. š., 18°18′58″ v. d. |
| 185  | Koryto řeky Ostravice v roce 2011                                | PP   | Koryto řeky Ostravice  | 0,34         | Kategorie „Koryto řeky Ostravice“ na Wikimedia Commons                            | Skalnaté koryto řeky odhaluje v odkryvu tektoniku vnějších Karpat | 49°33′4″ s. š., 18°22′59″ v. d.  |
| 5640 | bučiny nad řekou Morávkou v jižní části PR                       | PR   | Kršle                  | 35,9         | Kategorie „Kršle (nature reserve)“ na Wikimedia Commons                           | Přírodě blízké bučiny v nejnižších polohách beskydského bioregionu na prudkých jižních svazích nad řekou Morávkou od nadmořské výšky 410 m, v rámci CHKO Beskydy s potenciálně naprosto převládajícími jedlovými bučinami se v dané nadmořské výšce jedná o ojedinělou lokalitu s výskytem starých bukových lesů s doupnými stromy; ojediněné geomorfologické jevy a procesy, zejména skalní nárazový svah řeky Morávky v lokalitě Kršle II., kde dochází k intenzivnímu skalnímu řícení, tvorbě osypů a náplavových kuželů | 49°36′52″ s. š., 18°29′36″ v. d. |
| 1345 | celkový pohled na nejmenší chráněné území CHKO Beskydy           | PP   | Kyčmol                 | 0,08         | Kategorie „Kyčmol (natural monument)“ na Wikimedia Commons                        | Rašelinná loučka s typickou květenou | 49°30′48″ s. š., 18°37′23″ v. d. |
| 2108 | lesní porost s jedlí bělokorou na území PR                       | PR   | Les Na Rozdílné        | 5,55         | Kategorie „Les Na Rozdílné“ na Wikimedia Commons                                  | Významný ekosystém přírodě blízkých smíšených lesních porostů | 49°32′9″ s. š., 18°15′25″ v. d.  |
| 217  | porost odkvetlé řeřišnice trojlisté na území PP                  | PP   | Lišková                | 2,48         | Kategorie „Lišková“ na Wikimedia Commons                                          | Bohatá lokalita řeřišnice trojlisté | 49°24′8″ s. š., 18°26′54″ v. d.  |
| 5641 | Lysá hora                                                        | PR   | Lysá hora              | 63,62        | Kategorie „Lysá hora (nature reserve)“ na Wikimedia Commons                       | Fragmenty původních porostů horských smrčin na východním úbočí Lysé hory; klimatické smrčiny v nejvyšších polohách Moravskoslezských Beskyd náležející do smrkového vegetačního stupně a vytvářející v Západokarpatské biogeografické podprovincii v ČR nejdůležitější ostrov boreální bioty | 49°32′45″ s. š., 18°27′17″ v. d. |
| 2271 | Malenovický kotel                                                | PR   | Malenovický kotel      | 145,99       | Kategorie „Malenovický kotel“ na Wikimedia Commons                                | Geomorfologický fenomén údolí potoka Satina | 49°33′30″ s. š., 18°26′22″ v. d. |
| 2272 | Pohled na horu Malý Smrk                                         | PR   | Malý Smrk              | 106,40       |                                                                                   | Dochované fragmenty přirozených lesů, jedlobučin a smrkových bučin | 49°30′39″ s. š., 18°24′4″ v. d.  |
| 237  | Mazácký Grúnik                                                   | PR   | Mazácký Grúnik         | 95,65        | Kategorie „Mazácký Grúnik“ na Wikimedia Commons                                   | Fragmenty ekosystému přirozeného karpatského lesa | 49°31′51″ s. š., 18°25′57″ v. d. |
| 238  | Mazák                                                            | NPR  | Mazák                  | 92,91        | Kategorie „Mazák“ na Wikimedia Commons                                            | Typický bukojedlový prales Beskyd | 49°32′40″ s. š., 18°26′32″ v. d. |
| 244  | Jan Byrtus: Prales Mionší (1980)                                 | NPR  | Mionší                 | 169,70       | Kategorie „Mionší forest“ na Wikimedia Commons                                    | Jedlobukový prales s lesními loučkami a pramenisky | 49°32′ s. š., 18°39′46″ v. d.    |
| 1347 | prstnatec májový v PP Motyčanka                                  | PP   | Motyčanka              | 0,23         | Kategorie „Motyčanka“ na Wikimedia Commons                                        | Rašelinná loučka se zachovalými společenstvy | 49°30′2″ s. š., 18°43′55″ v. d.  |
| 5795 | chráněný tok řeky Morávky poblíž Dobré                           | PP   | Niva Morávky           | 74,5655      | Kategorie „Niva Morávky“ na Wikimedia Commons                                     | Zachování úseku Morávky jako alpínského toku se štěrkovými náplavy a jejich charakteristickými společenstvy a doprovodnými jasanovo-olšovými lužními lesy a dubohabřinami | 49°40′ s. š., 18°24′35″ v. d.    |
| 2146 | Novodvorský močál na podzim                                      | PR   | Novodvorský močál      | 2,70         | Kategorie „Novodvorský močál“ na Wikimedia Commons                                | Významný komplex lesních a nelesních mokřadů | 49°41′6″ s. š., 18°23′39″ v. d.  |
| 1343 | Obidová                                                          | PP   | Obidová                | 7,28         | Kategorie „Obidová (natural monument)“ na Wikimedia Commons                       | Rašelinné louky s bohatou faunou a flórou | 49°31′9″ s. š., 18°31′22″ v. d.  |
| 1344 | Ondrášovy díry, prosinec 2011                                    | PP   | Ondrášovy díry         | 4,50         | Kategorie „Ondrášovy díry“ na Wikimedia Commons                                   | Pseudokrasové jevy v pískovcích | 49°33′14″ s. š., 18°25′29″ v. d. |
| 297  | Palkovické hůrky                                                 | PR   | Palkovické hůrky       | 34,93        | Kategorie „Palkovické hůrky (nature reserve)“ na Wikimedia Commons                | Bukojedlový porost s lípou a javorem | 49°37′52″ s. š., 18°15′12″ v. d. |
| 5798 | PP Paskov v srpnu 2021                                           | PP   | Paskov                 | 16,8844      | Kategorie „Paskov (natural monument)“ na Wikimedia Commons                        | Páchník hnědý | 49°43′46″ s. š., 18°17′42″ v. d. |
| 317  | horské smrčiny na okraji PR poblíž hřebenové turistické stezky   | PR   | Plenisko               | 24,32        | Kategorie „Plenisko (nature reserve)“ na Wikimedia Commons                        | Buko-jedlo-smrkový prales | 49°35′32″ s. š., 18°50′8″ v. d.  |
| 1332 | vřesoviště s jalovcem ve spodní části chráněného území           | PP   | Pod hájenkou Kyčera    | 6,75         | Kategorie „Pod hájenkou Kyčera“ na Wikimedia Commons                              | Prameniště a zarůstající rašeliniště s cennou vegetací | 49°32′20″ s. š., 18°44′36″ v. d. |
| 1333 | pohled do chráněného území přes říčku Ondřejnici                 | PP   | Pod hukvaldskou oborou | 0,42         | Kategorie „Pod hukvaldskou oborou“ na Wikimedia Commons                           | Lokalita pérovníku pštrosího | 49°36′27″ s. š., 18°14′44″ v. d. |
| 607  | PP Pod Lukšincem                                                 | PP   | Pod Lukšincem          | 0,09         | Kategorie „Pod Lukšincem“ na Wikimedia Commons                                    | Lokalita hořce Kochova | 49°33′41″ s. š., 18°25′27″ v. d. |
| 1342 | PP Podgruň                                                       | PP   | Podgruň                | 2,07         | Kategorie „Podgruň“ na Wikimedia Commons                                          | Menší vrchoviště s řadou vzácných rostlin | 49°29′12″ s. š., 18°28′26″ v. d. |
| 331  | Spodní okraj dolní části chráněného území                        | PR   | Poledňana              | 15,94        | Kategorie „Poledňana (nature reserve)“ na Wikimedia Commons                       | Smíšený převážně bukový porost na skalnatých svazích | 49°30′22″ s. š., 18°27′45″ v. d. |
| 1334 | Přírodní památka Profil Morávky                                  | PP   | Profil Morávky         | 49,64        | Kategorie „Profil Morávky“ na Wikimedia Commons                                   | Profil přirozeného štěrkonosného toku s řadou skalních prahů, peřejí | 49°40′7″ s. š., 18°23′9″ v. d.   |
| 1365 | rozcestí na okraji PP Rohovec v prosinci 2023                    | PP   | Rohovec                | 29,48        | Kategorie „Rohovec“ na Wikimedia Commons                                          | Nevelký svah se 125 mraveništi | 49°36′15″ s. š., 18°46′4″ v. d.  |
| 5639 | lesní porosty na strmých svazích severně od horské chaty Ropička | PR   | Ropice                 | 255,30       | Kategorie „Ropice (nature reserve)“ na Wikimedia Commons                          | Komplex přírodě blízkých lesů, tvořených převážně bučinami s doupnými stromy a smíšenými porosty se zastoupením stanovištně původního smrku s řadou ohrožených a vzácných druhů organismů, zejména ptáků; významné geomorfologické jevy jako skalní stěny a suťové pokryvy na svazích, především však rozsáhlé svahové deformace vyvolané skalní lavinou na severním svahu Ropice | 49°36′3″ s. š., 18°34′40″ v. d.  |
| 1336 |                                                                  | PR   | Rybníky                | 7,32         | Kategorie „Rybníky (nature reserve)“ na Wikimedia Commons                         | Přirozené lesní porosty s prameništi a rašelinnou loukou | 49°34′29″ s. š., 18°14′45″ v. d. |
| 382  | pralesovitý porost při okraji NPR                                | NPR  | Salajka                | 21,86        | Kategorie „Salajka (national nature reserve)“ na Wikimedia Commons                | Jedlobukový prales poblíže Bumbálky | 49°24′4″ s. š., 18°25′6″ v. d.   |
| 3375 | Skalická Morávka v okolí Nižních Lhot                            | NPP  | Skalická Morávka       | 101,98       | Kategorie „Skalická Morávka“ na Wikimedia Commons                                 | Zachování přirozeného divočícího toku řeky Morávky ve štěrkových náplavech | 49°38′29″ s. š., 18°26′10″ v. d. |
| 388  | Skalka                                                           | PR   | Skalka                 | 35,44        | Kategorie „Skalka (nature reserve, Frýdek-Místek District)“ na Wikimedia Commons  | Přirozená stará bučina s jedlí, jeřábem a smrkem | 49°33′12″ s. š., 18°17′54″ v. d. |
| 1883 | PR Smrk                                                          | PR   | Smrk                   | 340,88       | Kategorie „Smrk (nature reserve)“ na Wikimedia Commons                            | Ekosystém přirozeného karpatského lesa | 49°30′2″ s. š., 18°22′2″ v. d.   |
| 2273 | střední část PR                                                  | PR   | Studenčany             | 53,36        | Kategorie „Studenčany“ na Wikimedia Commons                                       | Porostní skupiny se zachovalými zbytky lesů charakteristické projedlobukový | 49°29′28″ s. š., 18°22′36″ v. d. |
| 2107 | Vrchol Travného                                                  | PR   | Travný                 | 154,85       | Kategorie „Travný (nature reserve)“ na Wikimedia Commons                          | Ochrana fragmentů přirozených lesních porostů v komplexu bučin na západním úbočí Trávného | 49°33′34″ s. š., 18°29′28″ v. d. |
| 448  | východní okraj chráněného území                                  | PR   | Travný potok           | 18,68        | Kategorie „Travný potok (nature reserve)“ na Wikimedia Commons                    | Zbytek přirozené smíšené bučiny s bohatým podrostem | 49°33′13″ s. š., 18°31′25″ v. d. |
| 5313 | bučina nad Horní Lomnou chráněná v rámci PR                      | PR   | Uplaz                  | 173,27       | Kategorie „Uplaz (nature reserve)“ na Wikimedia Commons                           | Přírodě blízké bučiny s javorem, smrkem a jedlí | 49°31′2″ s. š., 18°40′42″ v. d.  |
| 485  | lesní rašeliniště na území PR                                    | PR   | V Podolánkách          | 32,06        | Kategorie „V Podolánkách“ na Wikimedia Commons                                    | Smrkový porost na rašeliništi s výskytem vrby slezské | 49°28′5″ s. š., 18°21′13″ v. d.  |
| 1338 | svahové listnaté lesy na území PR v červenci 2022                | PR   | Velké doly             | 36,50        | Kategorie „Velké doly“ na Wikimedia Commons                                       | Zbytky přirozených porostů, hlavně dubohabřin významných pro drobné živočišstvo | 49°42′55″ s. š., 18°38′5″ v. d.  |
| 2060 | Velký Polom                                                      | PR   | Velký Polom            | 73,67        | Kategorie „Velký Polom (nature reserve)“ na Wikimedia Commons                     | Přirozené smrkobukové porosty s příměsí jedle bělokoré a javoru klenu | 49°30′32″ s. š., 18°40′20″ v. d. |
| 3376 | Vodopády Satiny                                                  | PP   | Vodopády Satiny        | 8,76         | Kategorie „Vodopády Satiny“ na Wikimedia Commons                                  | Koryto Satiny | 49°34′3″ s. š., 18°25′7″ v. d.   |
| 1335 | Vřesová stráň                                                    | PR   | Vřesová stráň          | 7,81         | Kategorie „Vřesová stráň“ na Wikimedia Commons                                    | Mokřadní porosty zejména ostřic, vřesoviště, olšové porosty | 49°30′16″ s. š., 18°44′39″ v. d. |
| 5642 | pohled ze severního okraje na strmé svahy v chráněném území      | PP   | Vysutý                 | 13,86        | Kategorie „Vysutý (natural monument)“ na Wikimedia Commons                        | Vodní tok Vysutý s četnými peřejemi a výrazně vyvinutým vodopádem, který patří mezi nejvyšší v Moravskoslezských Beskydech, přírodě blízké lesní porosty jedlových bučin a suťových lesů lemujících strže potoka; acidofilní bučiny s příměsí smrku a vtroušenou jedlí rostoucí na strmých svazích mezi zdrojnicemi Vysutého potoka | 49°37′24″ s. š., 18°30′24″ v. d. |
| 2274 | Horní část chráněného území                                      | PR   | Zimný potok            | 3,33         | Kategorie „Zimný potok (nature reserve)“ na Wikimedia Commons                     | Geomorfologická lokalita s dochovaným ekosystémem přirozeného karpatského lesa | 49°32′37″ s. š., 18°28′6″ v. d.  |
| 1570 | Žermanický lom na jaře                                           | PP   | Žermanický lom         | 1,95         | Kategorie „Žermanický lom“ na Wikimedia Commons                                   | Zatopený lom a okolní mokřady se vzácnou flórou | 49°44′2″ s. š., 18°26′56″ v. d.  |

## Zrušená chráněná území
| Kód  | Obrázek              | Typ | Název                | Rozloha (ha) | Galerie Commons                                       | Popis území                                                                                 | Souřadnice                       |
| ---- | -------------------- | --- | -------------------- | ------------ | ----------------------------------------------------- | ------------------------------------------------------------------------------------------- | -------------------------------- |
| 2080 | Hradní vrch Hukvaldy | PP  | Hradní vrch Hukvaldy | 70,00        | Kategorie „Hradní vrch Hukvaldy“ na Wikimedia Commons | Unikátní komplex bukových porostů a přírodně krajinářské kompozice historické obory u hradu | 49°37′17″ s. š., 18°13′50″ v. d. |